# Палата Гарније
Опера Гарније или Париска опера или Палата Гарније (фр. Opéra Garnier, Opéra de Paris, Palais Garnier) је оперски театар са 1979 седишта у Паризу у Француској. Ову грађевину у нео-барокном стилу конструисао је Шарл Гарније. Опера Гарније се сматра ремек-делом архитектуре друге половине 19. века.
Ова грађевина је изграђена у склопу велике реконструкције Париза из времена цара Наполеона III, који је овластио барона Османа да надгледа изградњу. Шарл Гарније је победио на конкурсу за пројекат нове зграде опере и балета 1861. Изградња је трајала са прекидима до 1874.
Опера Гарније је отворена 15. јануара 1875. под именом Académie Nationale de Musique - Théâtre de l'Opéra. Године 1978. име је промењено у Théâtre National de l'Opéra de Paris (Национални театар Париске опере). Када је оперска трупа изабрала Оперу Бастиља као своју главну сцену, по изградњи 1989, стари театар је добио име Палата Гарније.
Површина зграде је 11.237 m². Центални лустер тежи више од 6 тона. Таваницу опере је 1964. поново осликао Марк Шагал. Позориште представља историјски споменик Француске од 1923. године. Опера Гарније један је од симбола Париза заједно са Нотр Дамом, Лувром и базиликом Сакре кер. Овај објекат место је снимања великог броја филмова, а у њему су се одиграли многи популарни мјузикли. Изграђена је током Другог француског царства и описана је као „једна од најскупљих зграда и ремек дело градње”.
Опера Гарније dео је европског културног пројекта Европска рута историјских театара (енгл. The european route of historic theatres), чији је основни циљ неговање културне баштине одабраних европских позоришта основаних између 1500. и 1900. године. Овај пројекат окупља више од 120 позоришта широм Европе, најбоље сачуваних позоришних кућа, која су повезана у 12 културно-туристичких рута. Позориште Принц регент једно је од позоришта на Француској рути.

## Архитектура и стил
Опера Гарније висине је 56 метара од тла до врха сцене, а има још 32 метара фасаде. Зграда је дугачка 154,9 м, широка 101,2 м на источном и западном павиљону. Конструкцијски систем је изграђен од зидова гвоздених подова, сводова и кровова.
Опера је конструисана према онако како је Шарл Гарније (1825–1898) хтео и рекао 16. војвоткињи Тебе, последњој француској царици Евгенији од Француске, жени Наполеона III. Градња у време Наполеона III укључивао је елементе позајмљене из многих периода као што су барок и класицизам. Они су комбиновани с аксијалном симетријом и модерним техникама и материјалима, укључујући употребу железног оквира који је био пионир у другим зградама Наполеона III. Фасада и унутрашњој Опере Гарније су изграђени по стилу Наполеона III не остављајући простора без украса. Гарније је за позоришни ефекат користио полихромију или разне боје, постигао различите врсте мермера и камена, порфира и позлаћене бронзе. Фасада Опере користила је седамнаест различитих врста материјала и у њој се налазе стубови и скулптуре, неке од њих представљају божанства грчке митологије.
Главна фасада је на јужној страни зграде, и завршава перспективу дуж авеније де л'Опера. У стварању њене орнаментике учествовало је четрнаест сликара, мозаичара и седамдесет и три кипара. Две позлаћене фигуралне групе, Хармонија, Чарлса Гумерија и Поезија, окружују врхове левог и десног аванг-трупа главне фасаде. Направљене су од позлаћеног бакра. Основе два аванг-трупа украшене су (с лева на десно) са четири главне мулти-фигурне групе које је израдио Франсис Џуфрој, Клауд Еуген, Жан Баптист и Жан Јозеф. Фасада такође укључује и друге радове Гумерија и других.
Позлаћени бронзанопластични део зида дело је многих великих композитора, а дела су смештена између стубова предње фасаде театра и приказују, с лева на десно Ђоакино Росинија, Данијела Франсоу Еспри Обера, Лудвига ван Бетовена, Волфганг Амадеус Моцарта, Гаспара Спонтинија, Ђакомо Мејербера, Фроментала Халвија и друге.
Скулптурална група Аполон, Поезија и Музика, смештена је на врху јужног зазора сценског лета, дело је Аме Милета, а две мање бронзане Пегазове фигуре на оба краја јужног зазора су дело Еугена Луиса. Павиљон л'Емперор смештен је на западној страни зграде. Павиљон дес'Абонес налази се на источној страни зграде. Унутрашњост опере састоји се од ходника, неколико просторија, што омогућава кретање великог броја људи и простор за дружење током паузе позоришних представа. Унутрашњост објекта карактеристична је за барок. Зграда има велико свечано степениште од белог мермера са балустрадом од црвеног и зеленог мермера, које се дели на два различита степеништа која воде до Гранд фоајеа. Његов дизајн је инспирисан великим степеништем Виктора Лусиа за Театар Бордук.
Постоља степеништа украшена су бакљама које је дизајнирао Алберт Ернест. Таваницу изнад степеништа осликао је Исидор Пилс како би приказао тријумф Аполона. Када су слике први пут фиксиране на месту два месеца пре отварања зграде, Гарнијеу је било очигледно да су превише тамне за простор. Уз помоћ двојице својих ученика, Пилс је морао да преради платна док су им била на таваници и у 61. години се разболео. Његови студенти су завршили посао дан пре отварања зграде.
Гранд фојер дворана у оквиру објекта висока је 18, а широка 54 m. Обновљена је 2004. године, таваницу је радио Пол Џејкс и на њему су представљени различити тренуци у историји музике. Предсобље излази на спољашњу лођу и окружују га два осмерокутна салона са плафонима које су насликали Џулс Елис у источном делу и Фелик Јозеф у западном салону. Аудиторијум има традиционални италијански облик потковице и може примити 1.979. људи. Позориште је највеће у Европи и може да прими чак 450 уметника.
Плафон објекта окружује лустер који је првобитно осликао Џулс Еуген. Године 1964. нови плафон осликао је Марк Чагал. На њему су приказане сцене из опера 14 композитора, као што су Моцарт, Рихард Вагнер, Ектор Берлиоз, Жан Филип Рамо, Клод Дебиси, Морис Равел, Игор Стравински, Петар Чајковски, Модест Мусоргски, Адолф Адам, Жорж Бизе, Ђузепе Верди, Лудвиг ван Бетовен и Кристоф Вилибалд Глук.
Лустер који се налази у грађевини је од бронзе и тежак је седам тона, а дизајнирао га је Гарније. Џулс Корбоз је пројектовао лустер, а он је коштао 30.000 златних франака. Употреба централног лустера изазвала је контроверзу и критикована је због ометања погледа на позорницу са четвртог нивоа опере, као и поглед на плафон који је осликао Еуген Ленепју. Дана 20. маја 1896. године једна од противтежа лустера пробила је плафон у аудиторијуму убивши вратара. Овај инцидент био је инспирације за роман Фантом из опере. Велике оргуље које се налазе у опери Гарније направио је Аристид Кол, а оне су биле неколико деценија без функције. Гарније је првобитно имао у плану да у оквиру објекта направи ресторан, међутим због мањег буџета она није завршен у оригиналном дизајну. Ресторан је отворен 2011. године, дизајнирао га је француски архитекта Одил Дек, а он има три различита простора укључујући терасу.
- Гранд фојер

## Историјат
Године 1821. Опера Париз преселила се у привремену зграду познату као Плетјер. Године 1846. Чарлс Флеури постављен је за службеног архитекту опере и он је започео потребне студије. До 1847. године одабрана је локација, међутим током револуције 1848. у Француској интересовање за изградњу нове оперске куће је опало. Место је касније коришћено за хотел. Успостављањем Другог француског царства, у јуну 1853. године оживело је интересовање за нову оперску кућу. Дана 29. септембра 1860. године царски декрет одрадио је локацију за нову оперу. До новембра 1860. године завршен је дизајн за зграду опере.
Током Другог француског царства за време Наполеона III, 30. децембра 1860. године званично је поново објављен конкурс за архитектонски дизајн нове оперске куће. Конкурс је трајао месец дана. Пројекат Шарла Гарнијеа био је један од 170 пријављених у првој фази. Сваки од учесника морао је да поднесе мото који је сумирао њихов дизајн. Гарнијеов је био цитат „Bramo assai, poco spero” („Надам се пуно, очекујем мало”).  Друга фаза налагала је такмичарима да ревидирају своје оригиналне пројекте и били су ригорознији, са програмом од 58 страница, који је написао директор Опере, Алфонс Ројер, а који су такмичари добили 18. априла. Нове пријаве послане су жирију средином маја, а 29. маја 1861. Гарнијеов пројекат изабран је због својих „ретких и супериорних квалитета у лепој дистрибуцији планова, монументалном и карактеристичном аспекту фасада и пресека“. Касније је Гарнијеова супруга Луис написала да је француски архитекта Алфонс де Гисрос, који је био у жирију, прокоментарисао да је Гарнијеов пројекат „изванредан по својој једноставности, јасноћи, логичности, величини и због спољних диспозиција које разликују план у три различита дела - јавни простори, аудиторијум и позорница.” Гарније представља мешавину рационализма, бујног еклектицизма и запањујућег богатства. Гарнијеова опера објединила је различите тенденције и политичке и друштвене амбиције свог доба.
ОпНакон што су 2. јула 1861. године изгласана почетна средства за започињање градње, Гарније је на градилишту основао агенцију Опера, а ангажовао је тим архитеката и цртача. Као свог другог човека изабрао је Луиса Виктора Лоувета, а затим и Џин Жордена и Едмонда ле Десаулта. Тада је направљена опера Агенс.
На месту данашње опере Гарније, копан је терен између 27. августа и 21. децембра 1861. године. Наредне године 13. јануара изливени су први бетонски темељи, почевши од предњег дела и крећући се узастопно према задњем делу. Опери је била потребна много дубља подрумска зона у подстаници од осталих типова зграда, али ниво подземних вода био је неочекивано висок. Осам пумпи је на простору грађевине постављено у марту 1862. године, али упркос томе што су радиле цео дан, локације није пресушила.
Да би се изборио са тим проблемом, Гарније је дизајнирао двоструки темељ за заштиту надградње од влаге. Укључио је водоток и огромну бетонску цистерну која би ублажила притисак спољне подземне воде на зидовима подрума и послужила као резервоар у случају пожара. Уговор за његову изградњу потписан је 20. јуна. Убрзо се појавила упорна легенда да је оперна кућа саграђена над подземним језером, надахнувши Гастона Лероука да ту идеју уклопи у свој роман Фантом из опере. Дана 21. јула постављен је камен темељац под југоисточним углом фасаде зграде. У октобру су пумпе уклоњене, свод цигле од опеке је завршен до 8. новембра, а потконструкција је у основи завршена до краја године.

### Промена имена
Скеле које су скривале фасаду уклоњене су 15. августа 1867. године, у време паришке изложбе. Званични назив паришке опере видно је приказан на атаблатуру дивовског коринтског реда спојених стубова испред ложе главног прилога: „ACADEMIE IMPERIALE DE MUSIQUE”. Када је цар свргнут 4. септембра 1870. године као резултат француског-пруског рата, власт је замењена Трећом републиком, а убрзо након тога, 17. септембра 1870. године Опера је преименована у Национални театар, а име је задржано до 1939. године. Упркос томе, када је дошло време за промену имена у новој оперској кући, замењено је само првих шест слова речи IMPERIALE, постала је позната као ACADEMIE NATIONALE DE MUSIQUE, а наслов је коришћен само током две године Другог француског царства.

### 1870—1873
Сви радови на згради заустављени су током француско-пруског рата због опсаде Париза (септембар 1870. — јануар 1871). Изградња је толико напредовала да су делови зграде могли да се користе као складиште хране и болница. Након пораза од Француске, Гарније се озбиљно разболео од и напустио Париз од марта до јуна да се опорави на обали Италије, док је његов помоћник Луси Ловет остао за време немира Париске комуне који су уследили.
Лувет је написао неколико писама Гарнијеу у којима су документовани догађаји у вези са зградом. Због близине позоришта ратној зони, трупе Националне гарде тамо су деловале и биле задужене за његову одбрану и дистрибуцију хране војницима и цивилима. Власти Комуна планирале су да замене Гарнијеа другим архитектом, али овај неименовани човек се још није појавио када су републиканске трупе 23. маја збациле Националну гарду и стекле контролу над зградом. Крајем месеца Комуна је тешко поражена. Трећа република је постала довољно добро успостављена до јесени, да су 30. септембра започети грађевински радови, а крајем октобра нови парламент је изгласао мали износ средстава за даљу изградњу.
Политички лидери нове владе су држали снажно негодовање према свим стварима повезаним са Другим царством. Гарније је био приморан да сузбије завршетак делова зграде, посебно Павиљон де л'Емпереур (који је касније постао дом Музеја опере). Међутим, 28. и 29. октобра надмоћни подстицај за довршавање новог позоришта дошао је када је Сал Ле Пелетијер уништен ватром који. Гарнијеу је одмах наложено да зграду доврши што је пре могуће.

### Завршетак изградње
Трошкови доградње нове куће током 1874. године износили су више од 7,5 милиона франака, што је увелике премашило износе утрошене у било којој од претходних тринаест година. Влада Треће републике без новца је прибегавала позајмљивању 4,9 милиона златних франака по каматној стопи од шест одсто од Франсис Бланка, богатог финансијера који је управљао казином Монте Карло. Након тога (од 1876. до 1879) Гарније би надгледао дизајн и изградњу концертне дворане казино Монте Карло, опере Гарније, која је касније постала дом Опера Монте Карло.
Током 1874. године Гарније и његов грађевински тим грозничаво су радили на довршењу нове паришке оперске куће, а до 17. октобра оркестар је био у стању да изврши акустички тест новог аудиторијума, након чега је 2. децембра уследио други, којем су присуствовали званичници, гости и чланови штампе. Паришки оперски балет отворен је 12. децембра, а шест дана касније чувени лустер је упаљен први пут.
Позориште је свечано отворено 5. јануара 1875. године раскошном гала представом у којој су учествовали маршал МекМахон, лорд градоначелник Лондона и шпански краљ Алфонсо XII. Године 1881. постављено је електрично осветљење у позоришту. Педесетих година 20. века постављени су нови лифтови како би се олакшало кретање запослених у административној згради и померање сценографије. Позориште је 1969. године добило нове електричне објекте, а током 1978. године, део оригиналног Фојер де ла Данс, архитекта Жан Лоуп Роберт је претворио у нови простор за балетну компанију. Током 1994. године започели су рестаураторски радови позоришта. То се састојало од модернизације сценских машина и електричних постројења, уз враћање и очување богатог декора, као и јачање структуре и темеља зграде. Обнова је завршена 2007. године.

## Штампа и утицај
Француска пошта издала је две поштанске марке где се нашла зграда Гарније. Прва је издата у септембру 1998. године на стогодишњицу смрти Шарла Гарнијеа. Маркицу је направио Клауд Андерото групишући елементе уметничких активности опере односно профил плесача, виолине и црвене завесе. Друга поштанска марка, коју је нацртао Мартин Морк издата је у јуну 2006. године и на њој се налази главна фасада.
Опера Гарније инспирисала је изградњу многих зграда широм света као што су:
- Позориште Амазон у Манаусу (Бразил) грађена је од 1884. до 1896. године. Дизајн је врло сличан, иако је декорација једноставнија.[59]
- Зграда Томаса Џеферсона која је грађена од 1890. до 1897. године моделирана је пи узору на Гарније оперу, понајвише фасада и Велика дворана.[60]
- Опера Комик која је отворена 1898. године адаптација је Гаријеовог дизајна у мањем обиму, односно опере Гарније.[61]
- Неколико зграда у Пољској засноване су на дизајну Гарније опере, укључујући оперу у Кракову изграђену 1893. године, као и грађевину Варшавске филхармоније у Варшави саграђену 1901. године.[62][63]
- Опера у Ханоју у Вијетнаму саграђена је 1901–1911. године, током колонијалног периода Француске Индокине, а заснована је на Гарније опери. Сматра се репрезентативним француским колонијалним архитектонским спомеником у Индокини.[64]
- Позориште Рио де Жанеиро (1905—1905) изграђено је по моделу Гарније опере, односно њена Велика хала и степенице.[65]
- Хотел Ченај у Индији је током градње инспирисан Гарније опером, посебном статуама и фасадом.[66]
- Фасада позоришта Риалто, бивша филмска палата саграђена у периоду 1923—1924. Налази се у Монтреалу, Квебеку у Канади, пројектована је по узору на Гарније оперу.[67]

## Галерија
- Опера Гарније 1867. године